# صبا قمر
صبا قمر هي ممثلة ومقدمة برامج باكستانية ولدت في 5 أبريل 1984.

## روابط خارجية
- صبا قمر على موقع IMDb (الإنجليزية)
- صبا قمر على موقع روتن توميتوز (الإنجليزية)
- صبا قمر على موقع قاعدة بيانات الفيلم (الإنجليزية)
- صبا قمر على موقع كينوبويسك (الروسية)